# Blanche en zijn peird
Blanche en zijn peird is een Nederlandstalig liedje van het Belgische zanger Willem Vermandere uit 1971.
Hoewel het nummer niet op single verscheen, is het liedje een van de bekendere uit zijn œuvre. Het verscheen op zijn album Willem Vermandere.
Het nummer werd gecoverd door Bart Herman voor het vrt-programma Zo is er maar één.

## Meewerkende artiesten
- Producer:
  - Al Van Dam
- Muzikanten:
  - Willem Vermandere (Zang)
  - Alfred Den Ouden (Gitaar, mondharmonica)
  - Jan De Wilde (Basgitaar)
  - Kristien Dehollander (Viool)